# فاستمانلاند
فاستمانلاند، (بالإنجليزية: Västmanland)‏، مقاطعة سويدية تاريخية، أو لاندسكاب، في وسط السويد. يحدها سودرمانلاند، ونارك، وفارملاند، و دالارنا، وأوبلاند. الاسم جاء كنية عن "رجال الغرب"، في إشارة إلى مجتمع الغرب من أوبلاند حيث كانت المقاطعة الرئيسية في السويد، إلى وقت قريب.